# Третьякова Оксана Віталіївна
Оксана Віталіївна Третякова (рос. Оксана Витальевна Третьякова; народилась 10 березня 1979 у м. Красноярську, Росія) — російська хокеїстка, нападаюча. Виступає за «СКІФ» (Нижній Новгород). Майстер спорту міжнародного класу.
До хокею із шайбою грала у хокей із м'ячем у команді «Старт» (Красноярськ). Неодноразовий призер чемпіонатів Росії з хокею із м'ячем. В ХК «СКІФ» з моменту заснування команди (1997).
Шестиразова чемпіонка Росії, срібний призер чемпіонату Росії. Володар Кубка Європейських чемпіонів (2009), срібний і бронзовий призер Кубка Європейських чемпіонів. Бронзовий призер чемпіонату світу 2001. Учасниця зимових Олімпійських ігор 2002 у Солт-Лейк-Сіті і зимових Олімпійських ігор 2006 у Турині.